# Leuchtturm „Roter Hügel“
Der Leuchtturm „Roter Hügel“ (russisch Красная Горка Krasnaja Gorka) steht in Lebjaschje (russisch Лебяжье), Rajon Lomonossow in Russland nahe dem gleichnamigen Kap am Südufer des Finnischen Meerbusens.

## Geschichte und Beschreibung
Das Kap erhielt seinen Namen im Mittelalter für die rötliche Farbe seiner Hügel und den steilen Dünen. Hier ist der engste Stelle des Finnischen Meerbusens, die Passage verläuft nah an der Küste. Andererseits ist hier eine ruhige Bucht, in der die Schiffe Zuflucht fanden. Diese Bucht wurde einmal von Peter dem Großen gefunden, als er Wyborg belagerte. Nördlich des Kaps befindet sich eine Sandbank. Nachdem das in England gekaufte Segelschiff London 1719 darauf gestrandet war (von diesem Zeitpunkt an hieß sie „London Sandbank“), befahl Peter I., sein nördliches Ende durch einen Leuchtturm zu schützen. Bereits 1710 wurde ein Wachposten aufgestellt und ein nächtliches Strandfeuer eingerichtet, der im Großen Nordischen Krieg sehr schnell zum ersten hölzernen Leuchtturm ausgebaut wurde.
Der moderne Leuchtturm wurde hier erst 1958 gebaut. Gegenwärtig ist es ein roter durchbrochener, viereckiger Turm, der im oberen Teil mit roten Holzlatten mit einem weißen vertikalen Streifen verkleidet ist. Das Licht des Leuchtturms reicht bei klarem Wetter bis zu 24 km weit. Der Leuchtturm verfügt über ein Reservelicht mit einer Sichtweite von bis zu 8 sm (14,8 km). Für den Fall eines Stromausfalls ist ein automatisierter Dieselgenerator bereitgestellt.

## Unterfeuer
Als Navigationshilfe stehen in Ufernähe zwei weitere Türme, das Richtfeuer 212° und das Richtfeuer 220°. Beide sind starke Metallröhren mit tonnenförmigem Aufsatz. Der Aufsatz ist rot verlattet. die Türme sind jeweils 20 m hoch und das rote Licht strahlt als Linie kontinuierlich bis zu 4 sm (7,4 km) weit aus 37 m Höhe.